# 管花鹿药
管花鹿药（学名：Maianthemum henryi）是天门冬科舞鹤草属的植物，是中国的特有植物。分布在中国大陆的河南、陕西、西藏、山西、云南、湖北、甘肃、四川、湖南等地，生长于海拔1,300米至4,000米的地区，常生长在灌丛下、林下、水旁湿地以及林缘，目前尚未由人工引种栽培。